# Жетва (филм из 2007)
Жетва (енгл. The Reaping) амерички је хорор филм из 2007. године. Режију потписује Стивен Хопкинс, по сценарију Керија и Чеда Хејза, док главну улогу тумачи Хилари Сванк.

## Радња
Кетрин Винтер је изгубила веру у Бога након што јој је породица трагично убијена, након чега је живот посветила разоткривању чудних појава везаних уз религију. Међутим, када је позову у мали град у Луизијани који пролази кроз, како се чини, библијске пошасти, суочава се са стравичном стварношћу коју наука не може објаснити. Сада мора допрети до делића душе који је закопала дубоко у себе како би победила демонске силе које прете људима градића.

## Улоге
| Глумац           | Улога               |
| ---------------- | ------------------- |
| Хилари Сванк     | Кетрин Винтер       |
| Дејвид Мориси    | Даг Блеквел         |
| Идрис Елба       | Бен                 |
| Анасофија Роб    | Лорен Маконел       |
| Стивен Ри        | Мајкл Костиган      |
| Вилијам Рагсдејл | шериф Кејд          |
| Џон Маконел      | градоначелник Брукс |
| Андреа Франкл    | Меди Маконел        |
| Дејвид Џенсен    | Џим Вејкман         |
| Ивон Ландри      | Брин Вејкман        |
| Стјуарт Грин     | Гордон              |
| Лара Грајс       | Изабел              |
| Марк Линч        | Броди Маконел       |
| Мајлс Кливланд   | Кајл Вејкман        |
| Самјуел Гарланд  | Вилијам Вејкман     |
| Кори Сандерс     | Хенк                |
| Берџес Џенкинс   | Дејвид Винтер       |
| Сабрина Џунијус  | Сара Винтер         |